# Nothochilus coccineus
Nothochilus coccineus är en snyltrotsväxtart som beskrevs av Ludwig Radlkofer. Nothochilus coccineus ingår i släktet Nothochilus och familjen snyltrotsväxter. Inga underarter finns listade i Catalogue of Life.